# Vall de Besiberri
La vall de Besiberri és una vall del terme municipal de Vilaller, a la comarca de l'Alta Ribagorça. El seu límit nord és la carena que separa l'Alta Ribagorça de la Vall d'Aran.
Està situada a l'est de la Vall de Barravés, als Pirineus centrals, vessant mediterrani, entre els 1.500 i els 3.030 metres sobre el nivell del mar.
És limitada al nord per la serralada del Molar Gran, a l'est pels pics de Besiberri (Nord –3.014 m–, del Mig –3.008 m– i Sud –3.030 m–). La vall queda tancada al sud per la Punta Senyalada (o pic de la Torreta, o dels Soldats) i el tossal d'Escobedieso.
Administrativament pertany a Senet, dins el terme municipal de Vilaller, i forma part de l'Alta Ribagorça.
La formació petrogràfica és el granit, que pertany a la mateixa massa que forma el cordal pirinenc, que va des de la Maladeta al pic de Peguera (des de l'Éssera al Flamisell). Hi són visibles escasses modificacions periglacials i encara només superficials.
Hi ha dos estanys: el de Besiberri, a 2.000 m d'altitud, i l'Estanyet, a 2.200, molt petit aquest darrer. Ambdós són cubetes glacials. De l'estany més gran surt el barranc de Besiberri, que tot formant vistoses cascades fa cap a la Noguera Ribagorçana.
La flora és l'alpina. Hi dominen els avets i el pi negre, amb una mica de faig a les parts més baixes. D'animals hi viuen: l'isard, el senglar, l'ermini, el teixó, l'esquirol i la guineu, que va i ve. També hi són animals més petits: ratolins, talps, granotes i potser algun tritó. En els darrers anys la marmota ha colonitzat una part de la vall.
No hi fan niu però s'hi veuen volar voltors i àligues. Al barranc de Besiberri, a l'estany i fins una mica més amunt hi viu la truita del país.
El 2003 va ser declarada zona d'especial protecció i inclosa a l'àrea perifèrica del Parc Nacional d'Aigüestortes i Estany de Sant Maurici.
Quan comença l'estiu puja el bestiar (vaques i vedells) a les pastures entre els dos estanys. A la tardor es fa cacera d'isards.
A la dècada dels vuitanta s'hi va fer una pista (avui en dia és prohibit el trànsit) i tales fins a 1.700 m d'altitud, per treure fusta. Es coneixen els senyals i manquen els grans arbres, però el bosc s'està refent prou bé.
A la sortida de l'estany gran, hi va haver un refugi –dit de Pere Borés– que va ser destruït (dos cops) pels allaus de neu. El 2002 la Federació d'Entitats Excursionistes de Catalunya n'hi va fer construir un altre (bivac de deu llits) un bon tros més amunt, directament al nord de l'Estanyet, a 2.270 m, al vessant de solell. També hi ha una balma sota un gran bloc, endreçada, tancada sense pany, que utilitzen els pastors. És entre els dos estanys, a la banda dreta del barranc, i costa de trobar.
Avui en dia és una vall molt visitada per turistes i muntanyencs, ja que és una zona de gran bellesa. Els pics són en general difícils, accessibles només a escaladors.